# Zunil
Cet article concerne la ville guatémaltèque. Pour le cratère martien, voir Zunil (cratère martien).
Zunil est une ville du Guatemala située dans le département de Quetzaltenango, à 9 kilomètres de la ville de Quetzaltenango, sur les bords de la rivière Salamá. .
Son territoire est situé à une altitude d'environ 2 075 mètres au-dessus du niveau moyen de la mer. Sa population est d'environ 14 000 habitants, entièrement indigènes, qui parlent k'iche' et espagnol.
Il y a des thermes avec de l'eau volcanique autour de la ville, par exemple Fuentes Georginas et Almolonga.